# Вампіри (фільм, 1957)
«Вампіри» (італ. I Vampiri) — італійський фільм жахів 1957 року, поставлений режисером Ріккардо Фредою. Прем'єра стрічки відбулася 5 квітня 1957 року. Спочатку режисером фільму був Ріккардо Фреда, проте між ним і продюсерами виник конфлікт, в результаті якого продовження знімання довірили операторові Маріо Бава.

## Сюжет
Париж. Перші шпальти газет рясніють повідомленнями про загадкові вбивства молодих жінок. Знайдено тіло студентки, що потонула. Акторку викрадають прямо з гримувальної. Журналіст П'єр Валентен веде власне розслідування, щоб виправити недбалість поліції. Він розпитує подруг студентки. Одна, Лоретта, розповідає, що напередодні вбивства гуляла з дівчиною по місту і за ними стежив незнайомий чоловік.
У батька Валентена колись був нещасливо закохана герцогиня Маргеріт дю Гран; зараз її племінниця Жизель наполегливо залицяється до Валентена. Але той бачить в цій жінці щось нездорове і нехтує нею, хоча вона дуже красива. Викрадач акторки наркоман Жозеф Сеньоре намагається шантажувати знаменитого вченого Жульєна дю Грана, кузена герцогині. Асистент Дю Грана душить його, і герцогиня говорить кузенові, що пора діяти далі. У пресі повідомляється про самогубство Жульєна; його тіло кладуть у склеп, що стоїть поряд із замком Дю Гранів. Насправді в склепі поховано тіло Сеньйорі. Вчений, живий і неушкоджений, намагається оживити неушкоджені органи Сеньйорі. Герцогиня вимагає, щоб він розпочав обіцяну операцію.
До Лорети звертається за допомогою сліпий незнайомець. Він називає їй адресу і просить віднести туди листа. Вона йде за цією адресою та потрапляє до рук викрадачів. Сліпого знаходить поліція, проте за адресою, яку він дав дівчині, стоїть порожній будинок. Головний редактор газети забороняє Валентену продовжувати розслідування і як покарання переводить його на світську хроніку. Так Валентен потрапляє на бал, організований Дю Гранами. Жизель говорить Валентену, що він схожий на батька. Він у відповідь називає її розпещеною дитиною та йде геть.
Фотограф з газети, де працює Валентен, зачарований красою Жизель і пробирається в замок. Він хоче поцілувати власницю замку, але в подиві бачить, як вона нестримно старіє. Її риси в'януть, шкіра покривається зморшками. Жизель зізнається, що вона і є герцогинею Маргеріт, і вбиває фотографа через те, що той побачив те, що не повинен був бачити. Вона квапить Жульєна, щоб той зважився на ризикований експеримент. Він пояснює, що дія переливання крові захоплених дівчат з кожним разом стає слабкішеою, триває лише кілька годин і повністю зникає, коли герцогиня нервує. Колись Жульєн розробив цю технологію, щоб герцогиня, яку він кохав колись і кохає й досі, навіки зберегла молодість і красу.
Жертвою наступної операції повинна стати Лоретта. Вона під наркозом і її кров переливають герцогині, й та за декілька секунд скидає півстоліття, знову набуваючи рис безневинної дівчини. Вона випадково зустрічає Валентена на паризькій вулиці. Разом з ним вона вирушає до антиквара, щоб купити там картину Гварді. Коли вона підписує чек, журналіст із здивуванням помічає, що вона — лівша, як і її тітка. Валентен марно просить поліцію обшукати замок Дю Гранів. Він вирушає туди сам під покривом ночі і бачить Сеньйорі, що нетвердою ходою йде по саду. Він відводить його в поліцію, де той заявляє здивованому комісарові, що його оживив Жульєном дю Гран.
Поліція нарешті обшукує замок і виявляє потайний хід, який зв'язує велику залу із склепом. На допиті у поліціїх герцогиня знову нестримно старіє. Починається перестрілка під час якої Жульєн поранений. Лоретту знаходять у склепі герцогині. Вона залишається живою. Валентен біля її узголів'я зізнається їй в кохання. Її відвезла карета «швидкої допомоги». Повідомляють про смерть герцогині. Комісар переповідає увесь хід розслідування батькові Лоретти, і той ґречно дякує журналістові.

## У ролях
| • Джанна Марія Канале | … | Жизель Дю Гран / Маргеріт дю Гран |
| • Антуан Бальпетре    | … | доктор Жульєн дю Гран             |
| • Пауль Мюллер        | … | Жозеф Сеньоре                     |
| • Даріо Мікаеліс      | … | П'єр Валентен                     |
| • Вандіса Гвіда       | … | Лоретта                           |
| • Карло Д'Анджело     | … | інспектор Сантель                 |
| • Ренато Тонтіні      | … | асистент доктора Дю Грана         |
| • Ріккардо Фреда      | … | лікар                             |

## Створення

### Знімальна група
- Автори сценарію — П'єро Реньолі, Рейк Шестрем, Ріккардо Фреда
- Режисери-постановники — Ріккардо Фреда, Маріо Бава
- Продюсери — Луїджі Карпентьєрі, Ерманно Донаті, П'єро Донаті
- Композитор — Роман Влад, Франко Манніно (в титрах не зазначений)
- Оператор — Маріо Бава
- Монтаж — Роберто Чінквині
- Художник-постановник — Беніто Монтезор
- Художник по костюмах — Беніто Монтезор

### Знімання
Знімання фільму тривали 12 днів і проходили в студії Чінечітта, розташованій неподалік Рима. Оператором виступив Маріо Бава, який реалізував сцену старіння вампіра за допомогою послідовного чергування блакитного й червоного кольорів на обличчі вампіра, що створювало ефект швидкого старіння вампіра внаслідок швидкої зміни колірної гамми. Уперше цей ефектний прийом використовувався у фільмі «Доктор Джекіл і містер Гайд» (1931).